# Province de Talagante
La province de Talagante est une province chilienne située au centre de la région métropolitaine de Santiago. Elle a une superficie de 601,9 km2 pour une population de 217 449 habitants (estimation de l'I.N.E pour 2005). Sa capitale provinciale est la ville de Talagante. Son gouverneur est Gonzalo Urrutia Roasenda.

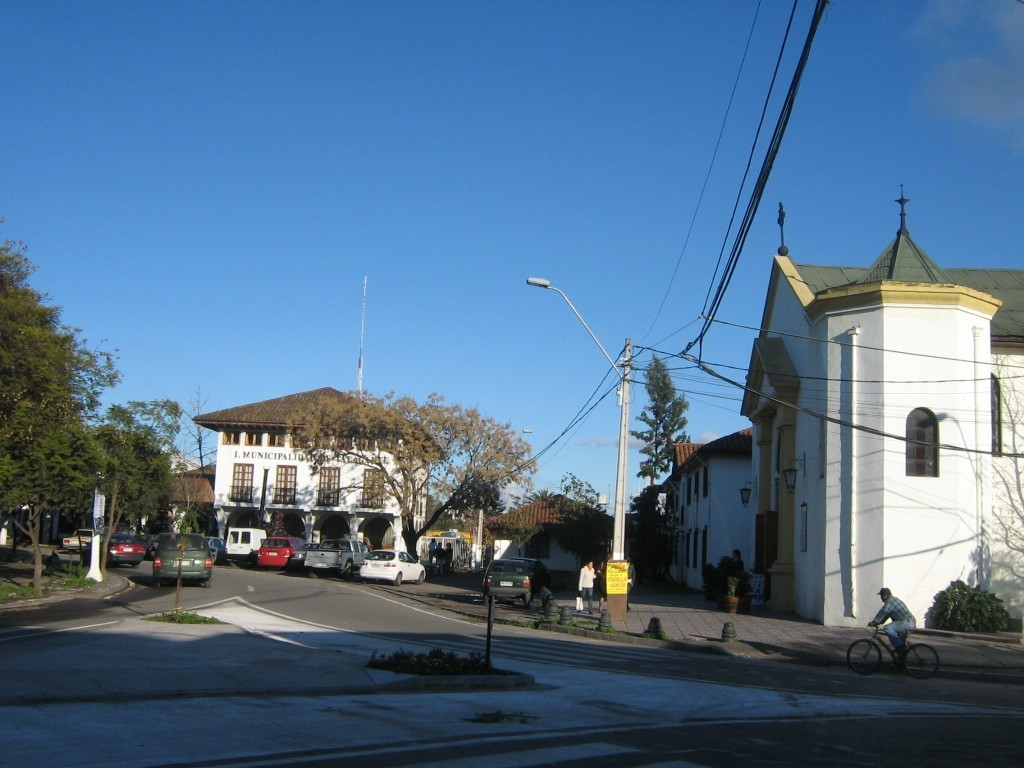
Centre-ville de Talagante

## Communes
La province est divisée en cinq communes  :
- Isla de Maipo ;
- El Monte ;
- Padre Hurtado ;
- Peñaflor ;
- Talagante.